# فرودگاه محلی مانکاتو
فرودگاه محلی مانکاتو (به انگلیسی: Mankato Regional Airport) یک فرودگاه همگانی بهره‌برداری هوایی با کد یاتا MKT است که یک باند فرود آسفالت دارد و طول باند آن ۱۲۱۹ متر است. این فرودگاه در شهر منکیتو، مینه‌سوتا کشور ایالات متحده آمریکا قرار دارد و در ارتفاع ۳۱۱ متری از سطح دریا واقع شده‌است.